# Conscience (biologie)
Pour les articles homonymes, voir Conscience (homonymie).

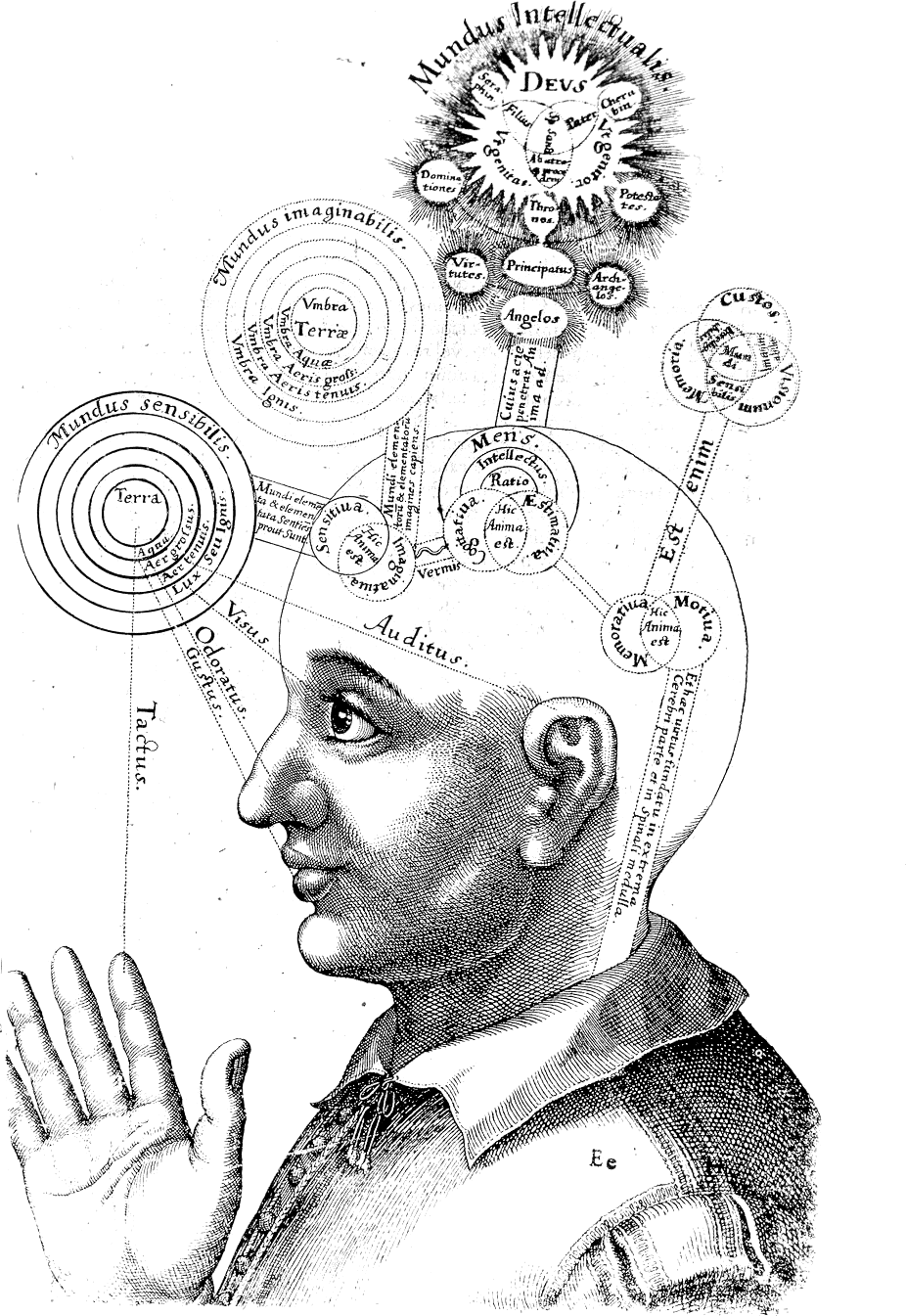
La conscience, telle qu'elle était conçue au XVIIe siècle. Robert Fludd, Utriusque cosmi maioris scilicet et minoris […] historia, tomus II (1619), tractatus I, sectio I, liber X, De triplici animae in corpore visione.

En neurobiologie, la conscience regroupe le sens de l'éveil, la connaissance de soi et la perception de l'environnement.
L'étude de ce phénomène a été longtemps négligée sur le plan scientifique, faute d'outils conceptuels et expérimentaux, tandis qu'il faisait l'objet d'intenses débats dans les domaines de la philosophie, de la métaphysique, de la religion et de la psychologie. En ce début du XXIe siècle, s'il n’existe pas encore d’explication complète de la conscience, les neurosciences commencent à décrypter le support biologique du phénomène de l'esprit, en particulier avec Antonio Damasio, qui montre dans son livre L'erreur de Descartes, que l'esprit et le corps fonctionnent de manière indissociable.
Dans les années 1980, les études du phénomène de la conscience concernaient surtout l'attention. Actuellement, les recherches scientifiques sur la conscience sont basées sur des analyses statistiques d'activités cérébrales, l'imagerie cérébrale, et l'étude de cas particuliers où les états de consciences sont altérés en raison de lésions cérébrales, d'épilepsie, de blessures ou d'interventions chirurgicales.
Les résultats de ces études suggèrent que la conscience est un phénomène complexe, qui émerge de l'interaction entre plusieurs régions et processus cérébraux. Elle serait le résultat de processus cognitifs de haut niveau. Sa fonction concernerait le contrôle des activités cérébrales les plus complexes. Elle apparaîtrait progressivement au cours du développement, consécutivement à la maturation des réseaux neuronaux du néocortex. Ces structures neurales dont l'organisation spécifique serait à l'origine du phénomène de conscience seraient un ou des réseaux de circuits spécialisés, phylogénétiquement récents, localisés dans les aires frontales et dans les aires corticales associatives postérieures (précunéus et gyrus cingulaire postérieur) de l'hémisphère dominant ou langagier.

## Définition de la conscience
En comparant les données expérimentales provenant d'animaux, de personnes en bonne santé et de patients ayant des troubles de la conscience, il est possible de caractériser différents états de conscience et niveaux de consciences.

### États de conscience
Parmi les états de conscience, on peut distinguer des états normaux, des états altérés (par des maladies, des traumatismes...) et des états modifiés (par des psychotropes...).
Les états normaux de conscience existent à l'état d'éveil et cessent durant le sommeil. Dans l'état normal, on distingue plusieurs niveaux de conscience. Les principaux niveaux sont :
- la conscience primaire ;
- la conscience réflexive ;
- la conscience de soi.

Ils sont caractérisés par un fonctionnement normal du métabolisme cérébral, et par l'intégrité des structures impliquées dans la conscience.
Les états altérés de conscience sont consécutifs à des traumatismes, des lésions ou des maladies qui ont endommagé la structure cérébrale. Les principaux états altérés sont :
- l'évanouissement, ou syncope ;
- la conscience minimale, ou état de conscience minimal : fluctuation ou forte diminution de l'état de conscience ;
- l'état végétatif, ou syndrome d'éveil non-répondant : existence d'un état d'éveil, mais sans perception. Le métabolisme cérébral est diminué parfois jusqu'à 70 % du niveau normal ;
- le coma : absence de conscience, d'éveil, de sensibilité et de motilité, avec une conservation relative des fonctions réflexes et végétatives).

Les états modifiés de conscience sont en général transitoires, et proviennent de la consommation de substances psychotropes, ou d'activités particulières (hypnose, transe, méditation...). Durant ces états, les sensations, les perceptions, les émotions et le psychisme sont modifiés.

### Niveaux de conscience
En comparant en particulier les capacités cognitives de différentes espèces animales, il apparaît différents niveaux de conscience :
- La conscience primaire (consciousness), au sens général, qui serait l'état le plus primaire et le plus basique du phénomène de conscience (représentation consciente de l'environnement et du corps du sujet). La plupart des animaux seraient limités à ce niveau de conscience ;
- La conscience introspective ou réflexive, qui correspondrait à une représentation consciente des représentations (être conscient d'avoir conscience) ;
- La conscience de soi (self-awareness), qui serait un état supérieur de conscience, où le psychisme accède à une connaissance claire et immédiate, non seulement de son activité, mais en plus de son identité propre et singulière, et tel que l'auteur de sa propre activité (capacité du sujet à se percevoir comme étant l'auteur de ses pensées). Seuls les hominidés et quelques animaux tels les cétacés auraient accès à ce niveau de conscience. La conscience de soi est à distinguer de la reconnaissance de soi (self-recognition), capacité cognitive d'un organisme à se reconnaître à partir d'informations sensorielles olfactives, auditives, visuelles, etc.

En comparant l'activité cérébrale d'humains volontaires sains et de patients souffrant de troubles de la conscience de gravité variable, T.F Varley TF& al en 2020 concluent que la quantité et la qualité de l'expérience consciente est notamment fonction de la complexité de l'activité dans le cerveau. Selon eux, la conscience émerge dans une zone critique entre les états d'entropie faible et élevée, où les réseaux de connectivité fonctionnelle corticale présentent une dimension fractale qui augmente avec l'état de conscience et diminue chez les patients présentant un trouble de la conscience (jusqu'à l'état végétatif), quel que soit le mécanisme de la lésion.

### Phénomènes de conscience
Au niveau subjectif, la conscience se manifeste par différents phénomènes :
- Les sensations et les émotions.
- Les différentes mémoires : mémoire procédurale (habitudes et caractère), mémoire sémantique et mémoire épisodique.
- L'attention, le fil de la pensée, le langage supportant le monologue intérieur.
- La planification et l'imagination.
- La conscience de soi, le libre arbitre.

Ces phénomènes peuvent être étudiés séparément, mais ne sont que des composants. La conscience du sujet pensant est ce qui s'appuie sur ces phénomènes et les unifie. Mais parallèlement, ce fonctionnement est alimenté et altéré par l'ensemble des traitements cognitifs inconscients, et par les phénomènes de l'inconscient, qui par définition ne font pas partie du champ conscient mais qui doivent être pris en compte pour en caractériser le fonctionnement.

## Processus conscients et inconscients
L'étude de la conscience met en évidence un fait remarquable : la plupart des processus du système nerveux sont inconscients (au sens cognitif). C'est le cas de tous les processus réalisés par la moelle épinière et le tronc cérébral incluant :
- tous les processus du système nerveux autonome (respiration, digestion, thermorégulation, osmorégulation, etc.) ;
- tous les processus dits « réflexes » (réflexe d'étirement croisé, réflexe stapédien, réflexe de préhension, etc.).

Mais ce serait également le cas de nombreux processus cérébraux effectués par les structures plus complexes du prosencéphale, dont tout particulièrement le néocortex, dont certains processus dits « automatiques » (lecture, conduite d'un véhicule…) ;
Le cerveau de patients ayant une héminégligence traite cependant l'information visuelle présentée dans le champ « négligé ». Après lésion du cortex visuel, le cerveau reste capable de localiser inconsciemment des objets dans le champ visuel (phénomène de la « vision aveugle »). Dans la pathologie appelée prosopagnosie, la reconnaissance consciente d'un visage est impossible, mais les réactions physiologiques indiquent que le visage vu est inconsciemment reconnu. Certaines données montrent qu'apparemment le traitement du stimulus perçu emprunte le même chemin, que la perception soit « consciente » ou « inconsciente ».
Les expériences les plus intéressantes concernent la prise de décision. Lors d'une expérience où des personnes devaient appuyer sur un bouton dès qu'elles ressentaient un stimulus tactile les chercheurs observent qu'« Alors que 500 ms sont nécessaires pour répondre consciemment à un stimulus tactile d'une intensité proche du seuil, il suffit de 100 ms pour donner une réponse motrice (appuyer sur un bouton) à ce même stimulus. Toutefois, le sujet aura l'impression d'avoir appuyé sur le bouton après avoir senti le stimulus, référant ainsi son mouvement à une expérience consciente ultérieure. »
Toutes ces données, provenant de personnes normales et de cas cliniques, montrent que la conscience n'est pas nécessaire pour la plupart des processus cérébraux. Ainsi, la conscience ne peut pas être considérée comme une étape nécessaire à l'accomplissement de certaines opérations, ni comme l'attribut systématique de certains secteurs du fonctionnement mental.
Ces données montrent l'existence d'une dissociation entre les processus cérébraux et la conscience. Le phénomène de « conscience » n'interviendrait pas dans le fonctionnement des processus cérébraux mais aurait une fonction cognitive supérieure de contrôle de l'action en cours. D'après Libet B. : 

« Le processus « conscient » de l'action, conséquence secondaire du processus « inconscient » initial, pourrait avoir pour fonction, selon, d'autoriser la poursuite, ou au contraire de suspendre l'action en cours de préparation. »

## Neurobiologie de la conscience
En analysant les données expérimentales (EEG, etc.) et cliniques (coma, etc.), les régions cérébrales suivantes seraient impliquées dans l'état de « conscience » :
- La formation réticulée ;
- Le thalamus (apparemment les noyaux intralaminaires) ;
- Le cortex préfrontal ;
- Le gyrus cingulaire postérieur ;
- Le précunéus et le cortex rétrosplénial.
- Le Claustrum[13]

Les connexions fonctionnelles entre les régions cérébrales suivantes seraient également impliquées dans la « conscience » :
- Entre le cortex préfrontal gauche et le précunéus ;
- Entre les noyaux thalamiques intralaminaires et le précunéus.

En tenant compte des connaissances actuelles sur les fonctions respectives de ces différentes régions, il semble possible de regrouper ces structures neurales en deux grands types : 1) les structures qui auraient une fonction d'activation du cortex cérébral, et 2) les structures directement impliquées dans la genèse du phénomène de « conscience ».
Les structures qui auraient une fonction d'activation du cortex cérébral, à savoir la formation réticulée pontique et les noyaux intralaminaires du thalamus, appartiennent à un système relativement bien connu, le système activateur ascendant.
Ces structures ne seraient pas directement impliquées dans le processus de « conscience », mais auraient un rôle indirect, par l'activation généralisée du néocortex. Un haut niveau d'activité du cortex serait une condition nécessaire mais non suffisante à l'émergence de l'état de « conscience ».
Les structures directement impliquées dans la genèse du phénomène de « conscience » semblent toutes être des structures corticales associatives, organisées en réseaux.
Les données provenant de l'étude de cerveaux dédoublés après section du corps calleux (split brain) indiquent que les régions corticales les plus cruciales à l'état de « conscience » seraient situées dans l'hémisphère dominant ou langagier,,.
Ces données, couplées à celles obtenues sur des patients en état de coma et montrant l'importance des connexions fonctionnelles entre le précunéus et le cortex préfrontal gauche et l'importance du précunéus et du gyrus cingulaire postérieur, semblent indiquer que les structures clés de l'état de « conscience » seraient un ou des réseaux de circuits spécialisés localisés dans les régions préfrontales et corticales associatives postérieures de l'hémisphère dominant ou langagier.
Enfin, des données expérimentales obtenues sur des sujets en état de repos indiquent que certaines des régions cérébrales impliquées dans la « conscience » seraient phylogénétiquement récentes.
Toutes ces données permettent de supposer, avec une bonne probabilité d'exactitude, que le phénomène de « conscience » serait dépendant de réseaux spécifiques associant les régions cérébrales les plus récentes et complexes, c'est-à-dire les aires corticales associatives polymodales, dans l'hémisphère dominant.
En conclusion, la conscience n'existerait que chez les primates ayant un système nerveux très développé et elle apparaîtrait progressivement dans l'enfance, consécutivement au développement des réseaux de neurones connectant entre elles les régions les plus complexes du cerveau (aires associatives polymodales). Sous toutes réserves, la fonction de la conscience serait le contrôle supérieur des activités cérébrales les plus complexes,.
Il semblerait, en fonction des données actuellement disponibles, que les structures neurales dont l'organisation spécifique serait à l'origine du phénomène de conscience seraient un ou des réseaux de circuits spécialisés, phylogénétiquement récents, localisés dans les régions frontales (cortex frontal) et dans les régions corticales associatives postérieures (précunéus et gyrus cingulaire postérieur) de l'hémisphère dominant ou langagier (l'hémisphère gauche chez 95 % des personnes).

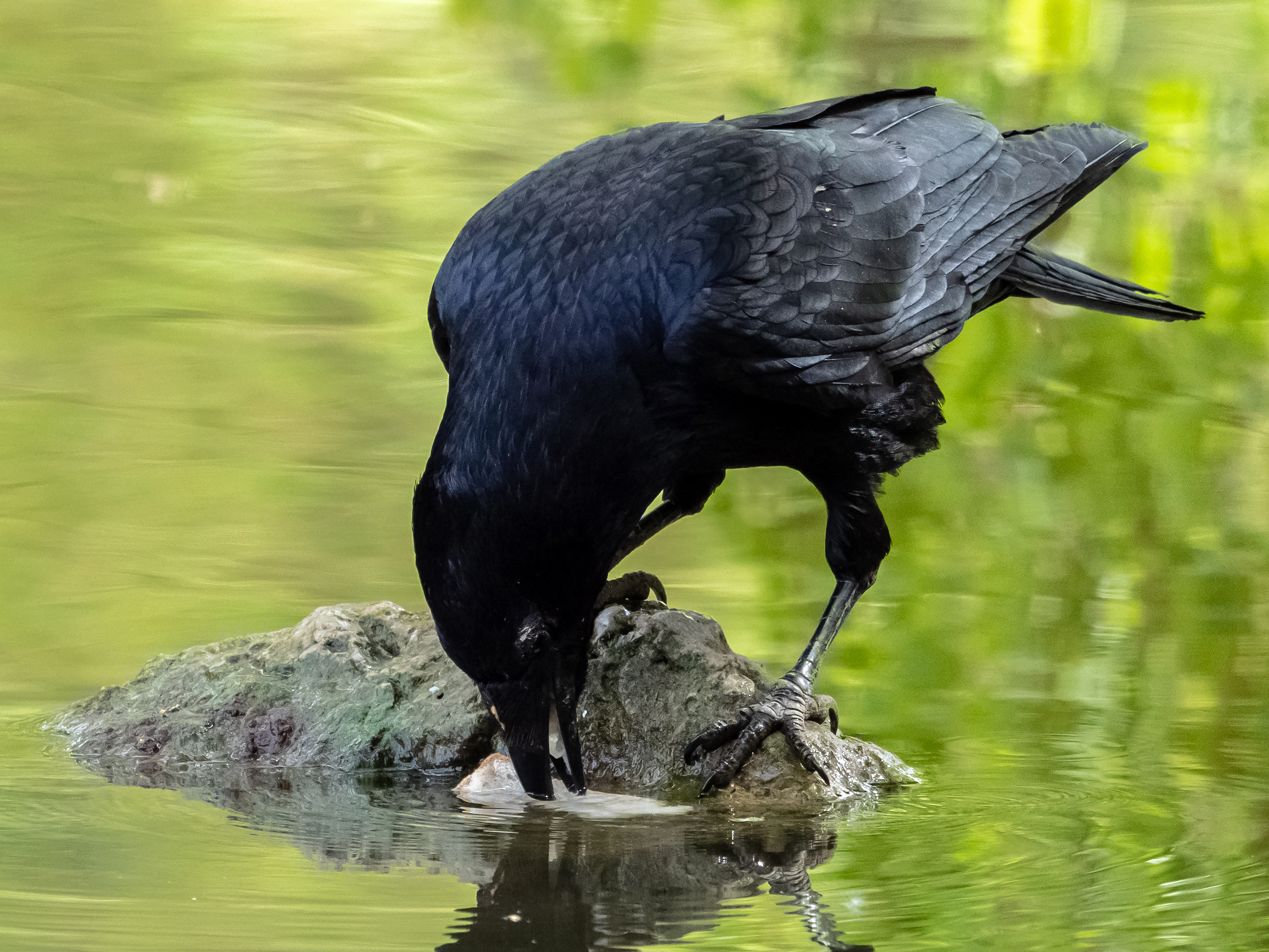
Corneille noire mangeant du pain de mie après l'avoir trempé. Les corvidés possèdent-ils les fondements neuronaux permettant la conscience sensorielle ?

Au niveau fonctionnel, pour qu'il puisse exister la conscience d'un objet spécifique, il faudrait, à la fois, que le module cérébral qui traite de cet objet soit intensément et durablement actif (durée supérieure à 250 ms), et, en plus, que les réseaux de circuits spécialisés localisés dans les régions frontales et corticales associatives postérieures de l'hémisphère dominant ou langagier soient également et simultanément actifs. Pour donner un exemple, la vision consciente d'un objet impliquerait une activité intense et supérieure à 250 ms dans le cortex occipital (qui est le cortex visuel) et également dans le réseau impliqué dans la conscience (le cortex frontal, ainsi que le précunéus et le gyrus cingulaire postérieur de l'hémisphère dominant).
En 2020 néanmoins, deux études soutiennent que la relation entre conscience et cortex cérébral standard n'est peut être pas unique. L'étude Stacho et al. mentionne que même si les oiseaux comme les pigeons, les chouettes effraies, les corneilles noires et autres corvidés n'ont pas de cortex cérébral comme de nombreux mammifères intelligents, y compris les humains, ils possèdent du pallium, qui est considéré comme « analogue, sinon homologue » au cortex cérébral. Plus précisément, les Corneilles noires montrent une réponse neuronale dans l'extrémité palliative du cerveau lors de l'exécution d'une tâche qui est en corrélation avec leur perception d'un stimulus. Une telle activité pourrait être un marqueur général de la conscience. Les résultats de l'étude suggèrent que les fondements neuronaux qui permettent la conscience sensorielle sont nés soit avant l'émergence des mammifères, ou indépendamment dans au moins la lignée aviaire et ne nécessitent pas nécessairement un cortex cérébral,.

## Épistémologie de la conscience
Face à l'inconnu, l'épistémologie de la conscience montre que plusieurs approches existent pour tenter de comprendre la conscience.
L'une, issue du matérialisme, ne postule pas de projet divin ou autre dans la conscience. Cette approche est bien représentée par Richard Dawkins. Les neurologues Francis Crick et Jean-Pierre Changeux entre autres, affirment dans les années 1980, que la conscience peut être étudiée scientifiquement.
Une autre approche admet, dans différentes variantes, l'existence d'un éventuel monde immatériel, ou d'un « monde des idées ». C'est celle de Denys Turner, Sir John Eccles, Roland Omnès ou Alain Connes.
Une troisième est celle de Daniel Dennett.
Pour être complet, il convient de citer aussi celle de Roger Penrose, pour l'originalité de ses vues qui se démarquent des trois précédentes (il admet l'existence d'un monde des idées, tout en le faisant entrer dans un cadre physique/mathématique, donc in fine matérialiste).
Les approches, hors matérialisme, restent considérées comme marginales dans la communauté scientifique. Dans la société, une controverse entre les dualistes et les matérialistes voit le jour en parallèle au développement des neurosciences.

### Contexte matérialiste
L’hypothèse où tout ce qui est observé dans l’univers peut s’expliquer sans faire appel à une intervention divine ou spirituelle est appelée matérialisme. Dans cette conception, tout ce qui existe est formé de matière. La science opère dans un cadre matérialiste. D'après le darwinisme, l’être humain est le produit d'un processus d’évolution par variations et sélection naturelle. On peut donc supposer que la conscience est un caractère ayant été acquis (une émergence) car il apportait un avantage sélectif. Au cours de l'évolution, elle serait devenue nécessaire pour assurer la survie en milieu hostile.
Le scientifique, dans sa tentative d’expliquer la conscience, la définit comme étant une fonction du cerveau. Il existe alors deux possibilités : 
- Le cerveau étant considéré comme un simple système de traitement de l'information, la conscience serait alors ce qui pilote son fonctionnement.
- Il existe des propriétés de la matière que les scientifiques n’ont pas encore découvertes et qui peuvent expliquer le phénomène de la conscience.

#### La conscience en tant que logiciel
Cette possibilité est très utilisée dans les films de science-fiction où l’on présente, par exemple, des ordinateurs qui absorbent pendant un certain temps les connaissances de certaines personnes dont le corps reste inanimé durant le temps du transfert (par exemple dans le film Avatar).
Des chercheurs comme Ray Kurzweil ont envisagé la possibilité d'une survie de l’être humain par le transfert de l’ensemble de son contenu mental dans des réseaux de neurones artificiels dans la perspective que la conscience suivrait ce transfert. Dans de tels scénarios, la conscience est perçue comme un logiciel qui aurait la capacité de quitter le corps pour être transféré sur un autre support, ordinateur ou corps artificiel.
Cette hypothèse amène une question : un logiciel peut être recopié. Que se passerait-il si le logiciel capable de conscience était dupliqué sur plusieurs supports en plusieurs exemplaires ? Si la conscience est un logiciel, il devient possible de créer des ordinateurs conscients (à titre d'exemple, le roman : Destination vide). Si un programmeur pouvait créer un ordinateur si puissant qu'il en devienne conscient, que serait-il capable de faire ? Un programme informatique est une suite d’instructions. La suite d’instructions va-t-elle créer dans l’ordinateur qu'il soit conscient de sa propre existence ? Ou ne sera-t-il capable que de mimer la conscience ?[citation nécessaire]

#### La conscience en tant que propriété de la matière
Dans l'hypothèse où la conscience n'est pas un logiciel mais en restant dans la perspective matérialiste, il reste l’hypothèse qu’il existe des propriétés de la matière que les scientifiques n’ont pas encore découvertes. Ces propriétés permettraient à la matière, dans une certaine configuration, de générer le phénomène de la conscience. La mécanique quantique semble à l’heure actuelle être la théorie la plus favorable à la naissance d’une hypothèse pouvant expliquer comment la matière peut générer le phénomène de la conscience car :
- Les phénomènes quantiques permettent d'envisager d'implémenter des « algorithmes » qui seraient non implémentables sur des machines de Turing, qui possèdent les limitations soulignées au paragraphe précédent (voir aussi ordinateur quantique).
- L'aspect non encore totalement élucidé de la décohérence quantique permet d'imaginer que celle-ci pourrait être influencée par des paramètres cachés, qui pourraient être source de conscience (l'état des neurones serait ainsi influencé par ces paramètres cachés).

Johnjoe Mac Fadden pense que la conscience est une propriété des champs électromagnétiques générée par le cerveau humain.
Roger Penrose explore la possibilité que la conscience puisse être générée par des superpositions quantiques à grande échelle, notamment situées dans les microtubules constitutifs du cytosquelette des neurones.

André Maurois, dans Les Silences du colonel Bramble, compare le fonctionnement de la conscience à un ministère : chaque soir ses employés le quittent pour aller dormir, reviennent le matin, sont renouvelés intégralement tous les quarante ans par le jeu des départs en retraite, et pourtant il s'agit bien du même ministère sans qu'il existe pour autant d'âme immatérielle du ministère.

### Contexte dualiste
Certaines personnes estiment que la conscience pourrait être la caractéristique de quelque chose qui n'est pas explicable dans un contexte matérialiste. Cette nouvelle conception permettrait d'aborder certains aspects de l'existentiel qui n'ont pas encore été explorés par la physique, mais pose d'autres problèmes théoriques. L’avantage d’une telle conception serait de se dire que si la conscience n’appartient pas au corps physique, elle peut ainsi survivre au renouvellement matériel évoqué plus haut. Et si la conscience survit au renouvellement matériel du corps, il y a des chances qu’elle survive à la destruction finale de celui-ci qu’est la mort physique. On peut aussi supposer que la conscience après la mort réintègre un autre corps puisque certains hypnotiseurs prétendent avoir amené certaines personnes à se rappeler leurs vies précédentes sous hypnose.
Un des problèmes soulevés par une conception spirituelle de la conscience est de savoir comment celle-ci communique avec le corps physique. Comment la volonté peut-elle agir sur le corps en induisant des influx nerveux dans les nerfs. Le champ de probabilité en physique quantique par l’indétermination qu’il génère au niveau physique permettrait au monde spirituel de contrôler le monde physique. Cependant, cette utilisation de la physique quantique n'est pas largement acceptée par la communauté scientifique et est considérée comme spéculative. En effet, bien que la physique quantique offre une explication sur le comportement des particules au niveau subatomique, elle n'a pas été étendue de manière convaincante pour savoir comment ses effets survivent dans un environnement macroscopique comme le cerveau, et expliquer la conscience et son interaction avec le corps physique.
Il existe plusieurs hypothèses alternatives de la conscience qui suggèrent que la conscience ne se limite pas au cerveau et peut exister indépendamment de celui-ci. Ces hypothèses incluent :
1. L'hypothèse de la conscience non-localisée : Selon cette hypothèse, la conscience ne serait pas localisée dans un endroit précis, mais plutôt répartie dans l'univers entier[25].
2. L'hypothèse de la conscience holographique : Selon cette hypothèse, la conscience serait liée à l'univers de manière holographique, c'est-à-dire qu'elle serait présente dans chaque partie de l'univers et refléterait l'univers dans son ensemble[26].
3. L'hypothèse de la conscience quantique : Selon cette hypothèse, la conscience serait liée aux processus quantiques qui se produisent dans le cerveau et serait en mesure de s'étendre au-delà de celui-ci[réf. nécessaire].
4. L'hypothèse de la conscience de l'âme : Selon cette hypothèse, la conscience serait liée à l'âme, qui serait considérée comme une entité immortelle et indépendante du corps physique[réf. nécessaire].

Il est important de noter que ces hypothèses sur la conscience ne sont pas largement acceptées par la communauté scientifique et sont considérées comme spéculatives. Elles sont souvent critiquées pour leur manque de preuves et de fondement scientifique solide.

### Conscience et perception du temps
La perception du temps semble très liée aux émotions. Lors d'une expérience désagréable, le temps semble s’écouler plus lentement, alors que lors d'une expérience agréable, le temps semble s’écouler plus rapidement. Cette constatation amène à se poser une question fondamentale. Puisque l’écoulement du temps nous paraît si différente selon les moments, qu’en est-il de l’écoulement réel du temps indépendamment de nous ?
Nous avons une sensation de l’écoulement du temps, mais cette sensation étant différente selon les moments, nous pouvons penser que l’écoulement du temps que nous croyons réelle n’est peut-être qu’une illusion, une sensation programmée dans notre cerveau. À quelle vitesse le temps peut-il s’écouler si nous-mêmes avons une perception si variable de son écoulement ?
Frank Tipler introduit une notion de temps subjectif qui se distingue du temps physique. Selon Tipler, une unité de temps subjectif correspond à une information traitée (l'esprit étant considéré comme un système de traitement). La sensation d'écoulement du temps serait donc différente selon la quantité d'information que l'esprit humain est en mesure de traiter et donc dépendrait du stade d'évolution de celui-ci.
La situation se complique lorsque l'on se place dans le cadre de la théorie d'Everett. Dans ce cadre, l'évolution du monde n'est pas linéaire mais arborescente. À chaque instant l'évolution emprunte simultanément toutes les possibilités prévues par la mécanique quantique, et on peut alors légitimement se poser la question de savoir ce qu'il advient de la conscience individuelle. Notre conscience se divise-t-elle aussi pour coexister simultanément dans des mondes parallèles ? Paul Jorion répond négativement à cette question. Selon lui, la conscience emprunterait le chemin d'évolution qui est le plus favorable pour elle.

## Conscience chez les animaux
Le 7 juillet 2012, des scientifiques de différentes branches des neurosciences se sont donné rendez-vous à l'université de Cambridge pour la Francis Crick Memorial Conference, autour du thème de « la conscience chez les animaux humains et non humains ». Après les conférences, ils ont signé, en présence de Stephen Hawking, la Cambridge Declaration on Consciousness (« Déclaration de Cambridge sur la Conscience »), qui résume les conclusions les plus importantes de l'enquête :
« Des preuves convergentes indiquent que les animaux [...], incluant tous les mammifères et oiseaux, et bien d'autres créatures, [...] possèdent les substrats neurologiques nécessaires à l'état de conscience et la capacité d'exhiber des comportements intentionnels. ».

## Histoire de l'étude de la conscience
Descartes localisait la conscience dans la glande pinéale.
Sigmund Freud localisait la conscience sur la couche externe du cerveau. La couche interne, selon lui, correspondait à l’inconscient.[réf. à confirmer]
Plus récemment le prix Nobel Roger Sperry, après avoir sectionné le corps calleux et la commissure antérieure reliant les deux hémisphères du cerveau dans le but de soulager des personnes atteintes d’épilepsie, constata une forme de dédoublement de la conscience. Une des deux consciences était verbale et analytique et semblait correspondre à l’hémisphère gauche du cerveau. L’autre conscience, plus subjective, semblait correspondre à l’hémisphère droit du cerveau. Roger Sperry en déduisit que la conscience n'est pas localisée à un endroit particulier dans le cerveau. Selon lui, c’est comme si toutes les parties du cerveau y contribuaient de concert.
Dans les années 1980, Francis Crick affirme que la conscience peut être étudiée scientifiquement. D'autres neurologues, dont Jean-Pierre Changeux de l'Institut Pasteur lui emboîtent le pas. Une controverse entre les dualistes et les matérialistes voit le jour en parallèle au développement des neurosciences.